# Вилафранка Пјемонте
Вилафранка Пјемонте (итал. Villafranca Piemonte) је насеље у Италији у округу Торино, региону Пијемонт.
Према процени из 2011. у насељу је живело 3247 становника. Насеље се налази на надморској висини од 256 м.

## Становништво
| 1931. | 1936. | 1951. | 1961. | 1971. | 1981. | 1991. | 2001. | 2011. |
| ----- | ----- | ----- | ----- | ----- | ----- | ----- | ----- | ----- |
| 6.569 | 6.302 | 5.792 | 5.084 | 4.763 | 4.707 | 4.746 | 4.795 | 4.825 |